# Мясников, Василий Васильевич
Васи́лий Васи́льевич Мяснико́в (1923—1964) — сержант Советской Армии, участник Великой Отечественной войны, полный кавалер ордена Славы.

## Биография
Василий Мясников родился в 1923 году в деревне Федяево (ныне — Вяземский район Смоленской области). После окончания семи классов школы работал сначала в колхозе, затем на молокозаводе в Гжатском районе. В 1943 году Мясников был призван на службу в Рабоче-крестьянскую Красную Армию. С марта того же года — на фронтах Великой Отечественной войны.
К октябрю 1944 года Василий Мясников был наводчиком орудия 194-го гвардейского артиллерийского полка 8-й гвардейской армии. В бою около польского населённого пункта Ряски он лично уничтожил 8 пулемётов и более 20 солдат и офицеров противника, сам получил ранение, но продолжал вести огонь. 2 ноября 1944 года Мясников был награждён орденом Славы 3-й степени.
В апреле 1945 года около германского населённого пункта Гёритц Мясников, уже к тому времени бывший командиром отделения разведки, корректировал огонь дивизиона по позициям противника, уничтожив 1 танк, 1 артиллерийское орудие, 7 пулемётов, 6 блиндажей, 2 батареи миномётов. В том бою он также уничтожил более 10 солдат и офицеров противника, ещё 2 захватил в плен. 31 мая 1945 года Мясников был награждён орденом Славы 2-й степени.
27 апреля 1945 года во время штурма Берлина Мясников лично подбил вражеский БТР и взял в плен его водителя. 29 апреля он в рукопашной схватке уничтожил 2 солдата противника и ещё 2 захватил в плен. Указом Президиума Верховного Совета СССР от 15 мая 1946 года гвардии сержант Василий Мясников был награждён орденом Славы 1-й степени.
В 1947 году Мясников был демобилизован. Проживал в селе Семлёво Вяземского района Смоленской области, работал в совхозе. Скоропостижно скончался 22 октября 1964 года, похоронен в Семлёво.
Был также награждён рядом медалей. 30.03.2022 г. Мясникову В. В. присвоено звание «Почётный гражданин Вяземского района».